# 马尼什·普拉巴特
马尼什·普拉巴特（英語：Manish Prabhat，1972年6月13日—），印度外交官，現任印度駐丹麥大使，曾任印度駐烏茲別克斯坦大使等職務。

## 經歷
马尼什·普拉巴特1972年6月13日生於巴特那，他在當地接受了學校教育，之後進入德里大學，獲得歷史學碩士學位。
他於1996年加入印度外事服務。在加入印度外事服務後的初期訓練結束後，普拉巴特於1998年至1999年被派往印度駐莫斯科大使館，擔任。1999年至2002年，他在葉里溫工作，參與了印度常駐亞美尼亞大使館的初建工作。2002年至2004年，在印度外交部任副處長，負責伊朗與阿富汗事務。2004年至2008年，擔任印度駐美國大使館一等祕書和大使特別助理。2008年，他再次被派往莫斯科，擔任印度文化關係委員會（ICCR）在海外的分支機構尼赫魯文化中心主任，同時也負責印度駐俄羅斯大使館的使館事務。結束在莫斯科的任期後，普拉巴特回到印度外交部新德里總部，於2011年至2013年擔任財務司司長，負責編制預算並監督其支出和執行，涵蓋印度對友好國家的海外援助項目。
2013年8月，出任印度駐米蘭總領事，負責管理有超過15萬印度公民和印度裔人士的北義大利地區。2015年至2018年，任印度駐法國大使館副館長。2018年至2020年，任印度外交部歐亞司聯祕，負責印度與前蘇聯11個國家（包括獨聯體）的關係。2022年9月至2024年3月，任印度駐烏茲別克斯坦大使。
2024年4月2日，普拉巴特出任印度駐丹麥大使。

## 個人生活
除了母語印地語外，普拉巴特還能講英語和俄語。他和妻子鲁奇·纳拉因（Ruchi Narain）育有兩個女兒。